# Woldemar von Seidlitz
Woldemar von Seidlitz, né à Saint-Pétersbourg en 1850 et mort à Dresde en 1922, est un historien de l'art allemand. Spécialiste de l'estampe japonaise et de Léonard de Vinci, il a aussi écrit un catalogue de référence pour les gravures de Rembrandt, dont on reprend la notation dans les catalogues postérieurs.

## Biographie
Woldemar von Seidlitz est né à Saint-Pétersbourg, dans l'Empire russe, le 1er juin 1850.
Il étudie l'économie à Dorpat et Heidelberg, où il obtient un doctorat. Il part ensuite à Leipzig étudier l'histoire de l'art auprès d'Anton Springer.
Il passe une année en Italie avant de s'installer à Berlin où il travaille de 1879 à 1884 comme assistant à la Collection graphique des Musées royaux.
Seidlitz s'installe ensuite à Dresde où il devient chargé de cours à la Direction générale des Collections nationales de Dresde, ce qui revient à en être le directeur général, et ce jusqu'en 1919. En tant que représentant du ministre d'État, il est aussi l'un des directeurs de musée de l'époque du Gründerzeit, responsable de la formation en histoire de l'art et dans l'étude des musées,.
Il collabore avec Georg Gronau sur l'étude de Léonard de Vinci,.
En 1922, il publie Die Radierungen Rembrandts, un catalogue de référence sur les gravures de Rembrandt ; après la notation de Bartsch (« B. »), la plus communément utilisée, celle de Seidlitz (« S. ») prévaut pour les estampes non répertoriées par Bartsch.
Mécène actif, il œuvre pour la reconnaissance des musées de Dresde en faisant des dons et en mettant en place de nombreuses fondations.
Seidlitz meurt à Dresde, en Allemagne (République de Weimar), le 16 janvier 1922. Il est enterré au cimetière de St. John à Dresde.

## Publications
- Allgemeines historisches Porträtwerk (Munich, Verlagsanstalt für Kunst und Wissenschaft, vormals F. Bruckmann, 1884-90) (OCLC 11781163)
- Die Entwickelung der modernen Malerei (Hambourg, Verlagsanstalt, 1897) (OCLC 177217096)
- Zeichnungen deutscher Künstler von Carstens bis Menzel (Munich, Verl.-Anst. für Kunst und Wissenschaft, 1893) (OCLC 314732603)
- Die Kunst auf der Pariser Weltausstellung (Leipzig, Seemann, 1901) (OCLC 222282784)
- Ambrogio Preda und Leonardo da Vinci (Vienne, Tempsky, 1906) (OCLC 253541303)
- Geschichte des Japanischen Farbenholzschnitts (Dresde, G. Kühtmann, 1910, 1921, 1923...) (OCLC 2718635)
  - (fr) Les estampes japonaises (Paris, Hachette, 1911) (OCLC 7846649)
  - (en) A history of Japanese colour-prints (Philadelphia, J.B. Lippincott Company, 1910) (OCLC 2928359)
- Leonardo da Vinci - Malerbuch vollständige Zusammenstellung seines Inhalts (Berlin, J. Bard, 1910) (OCLC 179906289)
- Monumentalmalerei : eine Einführung in die grosse Kunstausstellung Dresden 1912 (cat. exp., Dresde, Druck und Verlag der Wilhelm und Bertha v. Baensch Stiftung, 1912) (OCLC 5973668)
- Das erste Jahr des Kulturkrieges (Munich, Callwey, 1915) (OCLC 758900344)
- Die Kunst in Dresden vom Mittelalter bis zur Neuzeit (Dresde, Buchdr. d. Wilh. u. Bertha v. Baensch Stiftung, 1920) (OCLC 25938032)
- Die Radierungen Rembrandts (Leipzig, E. A. Seemann, 1922) (OCLC 1561274)

### Publications posthumes
- Leonardo da Vinci: der Wendepunkt der Renaissance (Vienne, Phaidon-Verl., 1935) (OCLC 952404)
- Geschichte des japanischen Farbenholzschnitts (Saarbrücken, VDM Verlag Dr. Müller, ré-éd. 2008) (OCLC 437032591)
- Leonardo da Vinci (Essen, Phaidon-Verl., ré-éd. 1996) (OCLC 75910578)
- Hokusai (Paris, dir. Dora Amsden, Groupe Eyrolles : Confidential Concepts, 2014) (OCLC 905862686)